# 대한민국농구협회
대한민국농구협회(大韓民國籠球協會, Korea Basketball Association, KBA)는 대한민국의 농구, 스트리트볼 종목 행정을 총괄하는 스포츠 행정 기구이다. 대한민국 내 농구 경기를 널리 보급하여 국민의 체력향상과 정신력을 배양함과 동시에 우수한 경기자를 양성하여 국위선양 및 국민 체육 발전에 기여할 목적으로 2005년 9월 14일에 설립 허가된 대한민국 문화체육관광부 소관의 사단법인으로 대한민국의 아마추어 농구를 총괄하는 단체이다. 일제 강점기인 1925년에 '조선바스켓볼협회'라는 명칭으로 출발한 것이 연원이다. 2016년 1월 23일에 전국농구연합회와 통합했다.

## 연혁
- 1925년 : 조선빠스켓볼협회 창립
- 1931년 : 조선농구협회 창립
- 1945년 : 조선농구협회 재창립 (초대회장 : 이묘묵)
- 1946년 : 대한체육회 가맹
- 1947년 : 국제 농구 연맹(FIBA) 가입
- 1948년 : 대한농구협회로 개칭
- 1960년 : 아시아농구연맹 가입
- 1986년 : 한국농구코치협회 발족
- 1996년 : 한국농구연맹(KBL) 출범
- 1998년 : 한국여자농구연맹(WKBL) 출범
- 2016년 : 대한민국농구협회로 개칭.

## 주요 사업
- 농구경기에 관한 기본방침의 결정
- 농구경기에 관한 자문 및 건의
- 농구경기대회 개최 및 주관
- 농구 지도자 육성 및 선수의 양성

## 주요 활동
대한민국농구협회는 농구대잔치와 전국남녀종별선수권대회를 매년 개최하고, 아시아농구선수권대회, 세계농구선수권대회, 올림픽 농구 경기에 대표팀을 선발해 출전하고 있다.
국내외 아마추어 농구 경기대회를 개최, 참가하며, 산하연맹 및 각 시도지부의 지도, 관리하며 경기기술에 관한 연구 및 자료를 수집한다. 국제대회에 출전할 국가대표 선수와 국제회의 대표를 선정하여 파견하는 사업도 벌인다.

## 산하 단체
- 한국실업농구연맹
- 한국대학농구연맹
- 한국중고등학교농구연맹
- 한국초등농구연맹

## 참고 문헌
- “대한농구협회 연혁”. 대한농구협회. 2008년 10월 21일에 원본 문서에서 보존된 문서. 2008년 4월 23일에 확인함.
- “대한체육회 회원종목단체 경영공시”. 대한체육회.

## 같이 보기
- 한국농구연맹
- 한국여자농구연맹
- 한국3대3농구연맹
- 한국3엑스3농구연맹
- 전국농구연합회
- 대한장애인농구협회
- 대한민국의 농구 리그 시스템
- 대한민국의 스트리트볼 리그 시스템